# ネットカード
ネットカード株式会社（NETCARD, Inc.）は、かつて存在した日本のみなし貸金業者。消費者向けローン及び事業者向けローンを扱っていた。1971年創業。

## 沿革
- 1971年（昭和46年）11月 - 前身のオリエント信販株式会社を設立。
- 1976年（昭和51年）4月 - 個人ローン事業を開始。
- 2000年（平成12年）
  - 4月1日 - 富士キャッシュサービス株式会社を吸収合併。
  - 6月14日 - ユニマットグループがユニゾン・キャピタル・パートナーズに92億円で株式の70%を譲渡して、同社の傘下となる（残り30%は、ユニマットホールディング及び経営陣が保有）。
- 2003年（平成15年）6月 - イーバンク銀行と業務提携。
- 2005年（平成17年）9月30日 - ユニゾン・キャピタル・パートナーズが保有株式（94.28％）全てを、GMOインターネットに譲渡。
- 2006年（平成18年）
  - 6月 - GMOネットカード株式会社に商号変更。
  - 8月 - 株式取得により、有限会社ジャストとそのグループ会社12社を子会社化。
- 2007年（平成19年）
  - 2月 - 株式移転を行い、親会社・GMOローンクレジットホールディングス株式会社を設立。同社の子会社となる。
  - 8月21日 - GMOインターネットのローン事業からの撤退に伴い、MBOを実施。取締役4名が設立した株式会社NK3ホールディングスが、GMOインターネットが保有するGMOローンクレジットホールディングスの株式全て（91.1%）を取得して、子会社化。GMOローンクレジットホールディングスとGMOネットカードは、それぞれにNCローンクレジットホールディングス株式会社とネットカード株式会社に商号変更[1][2]。
- 2008年（平成20年）
  - 3月17日 - 本社を渋谷区桜丘町から墨田区江東橋に移転。
  - 9月30日 - 資本金の額の減少を行い、102億6,845万5,900円減らして9,500万円に変更。
- 2009年（平成21年）6月 - 新規貸し付けを中止。
- 2017年（平成29年）11月10日 - 東京地方裁判所から破産手続開始決定を受ける。負債総額は594億8,900万円[3]。
- 2019年（令和元年）6月28日 - 法人格消滅。